# Municipio de Commerce (Misuri)
El municipio de Commerce (en inglés: Commerce Township) es un municipio ubicado en el condado de Scott en el estado estadounidense de Misuri. En el año 2010 tenía una población de 536 habitantes y una densidad poblacional de 5,85 personas por km².

## Geografía
El municipio de Commerce se encuentra ubicado en las coordenadas 37°7′1″N 89°27′3″O / 37.11694, -89.45083. Según la Oficina del Censo de los Estados Unidos, el municipio tiene una superficie total de 91.67 km², de la cual 87,17 km² corresponden a tierra firme y (4,91 %) 4,5 km² es agua.

## Demografía
Según el censo de 2010, había 536 personas residiendo en el municipio de Commerce. La densidad de población era de 5,85 hab./km². De los 536 habitantes, el municipio de Commerce estaba compuesto por el 97,76 % blancos, el 0,93 % eran afroamericanos, el 0,19 % eran asiáticos, el 0,37 % eran de otras razas y el 0,75 % eran de una mezcla de razas. Del total de la población el 0,37 % eran hispanos o latinos de cualquier raza.